# Krzysztof Krupiński (aktor)
Krzysztof Krupiński (ur. 24 października 1958 w Warszawie) – polski aktor teatralny, filmowy i dubbingowy, pisarz, poeta. Autor tekstów piosenek, do których muzykę komponowali m.in. Roman Czubaty i Tomasz Bajerski. Ukończył studia na PWST w Warszawie w 1981 roku. Rok później otrzymał dyplom. Współzałożyciel awangardowej grupy teatralnej Pracownia „Teatr”.

## Kariera aktorska

### Teatr
- Teatr Lubuski w Zielonej Górze: 1981–1982
- Pracownia „Teatr” w Warszawie: 1982–1983
- Teatr Komedia w Warszawie: 1983–1988
- Teatr Powszechny im. Jana Kochanowskiego w Radomiu: 2001–2009
- Teatr na Woli: 2011–2012
- Teatr Dramatyczny w Warszawie: od 2012
- Teatr Kamienica w Warszawie: od 2015

### Role teatralne
- Don Kichot z kamienicy, reż. Emilian Kamiński – Sancho Pansa
- Operetka, W. Gombrowicza, reż. Wojciech Kościelniak – Generał
- Nie ma solidarności bez miłości, A. Ozgi i K. Dębskiego, reż. Maciej Wojtyszko i Adam Wojtyszko – Wodzirej
- Wyzwolenie, S. Wyspiańskiego, reż. Piotr Jędrzejas – Prezes
- Lekcje tańca dla starszych i zaawansowanych, B. Hrabala, reż. Adam Sroka – asystent Mistrza
- Mayday, R. Cooneya, reż. Andrzej Zaorski – Stefan Baryłła
- Gombrowicz niezniszczalny, K. Galosa, reż. Krzysztof Galos – Gombrowicz
- Mojra, C. Skrzyposzka, reż. Adam Sroka – Roland
- Łóżko pełne cudzoziemców, D. Freemana, reż. Krzysztof Galos – Stanley Parker
- Poganiacze wiatru, M. Owsiany, reż. Adam Sroka – Ten
- Mieszczanin szlachcicem, Moliera, reż. Krzysztof Galos – pan Jourdin
- Ślub, W. Gombrowicza, reż. Adam Sroka – Pijak
- Transatlantyk, W. Gombrowicza, reż. Krzysztof Galos –
  - minister Kosiubiński,
  - Pyckal
- Niech pana Bóg błogosławi, panie Vonnegut, A. Domańskiej, reż. Aleksandra Domańska – Billy Pilgrim
- Kabaretowa mysz, O. Lipińskiej, reż. Olga Lipińska – role kabaretowe
- Dożywocie, A. Fredry, reż. Olga Lipińska – Rafał Lagena
- Kram z piosenkami, L. Schillera, reż. Olga Lipińska –
  - Wodzirej,
  - Tyciuteńki
- Salome, O. Wilde’a, reż. Krzysztof Kelm – demiurg
- Szkarłatna wyspa, M. Bułhakowa, reż. Edward Wojtaszek – Dymogacki
- Pluskwa, W. Majakowskiego, reż. Krystyna Meissner – Prisypkin
- Sen nocy letniej, W. Szekspira, reż. Krystyna Meissner – Spodek
- Mistrz Piotr Pathelin, farsa starofrancuska, reż. Wojciech Maryański – Pathelin
- Smok, E. Szwarca, reż. Włodzimierz Kaczkowski – burmistrz

### Filmografia
- 2016: Bodo – szef sali w „Teatralnej”
- 2013: Podporucznik Rybarczyk - komendant MO
- 2011: Księstwo – przedstawiciel Samoobrony
- 2011: Sztos 2 – kelner w krakowskiej restauracji
- 2009: Złoty środek – urzędnik
- 2006: Job, czyli ostatnia szara komórka – gruby facet
- 2002: Przedwiośnie – recepcjonista w hotelu „Savoy”
- 2001: Poranek kojota – kelner zamieniający złote klamki
- 1999: Chłopaki nie płaczą – kelner
- 1997: Sztos – kelner od golonki
- 1997: Sara – mafioso
- 1989: Światło odbite – początkujący
- 1986: Bohater roku – pan Karol, członek ekipy Bohatera Roku
- 1986: Bolek i Lolek na Dzikim Zachodzie – rewolwerowiec Johnny (głos)
- 1985: Tajemnice wiklinowej zatoki – Szafir (głos)
- 1983: Planeta krawiec – Sekretarz przewodniczącego Rady Narodowej
- 1980: Ciosy – Jurek, syn Wiktora
- 1978: Znaki zodiaku – Cezary Frączak, podopieczny w ośrodku wychowawczym

### Role w Teatrze TV
- 2017: Zakład karny - o stówę, reż. Piotr Kurzawa – Kaowiec
- 2003: Pasożyt, reż. Marcin Wrona – kierownik
- 2000: Srebrny deszcz, reż. Jerzy Krysiak – ksiądz
- 1999: Mojżesz i Katarzyna, reż. Adek Drabiński – znajomy ojca
- 1997: Zielony potwór - baśń o pięknej Dardane, reż. Jerzy Krysiak – minister
- 1997: Piękno, reż. Izabella Cywińska – nauczyciel
- 1996: Król Mięsopust, reż. Jerzy Krysiak – Gęba
- 1987: Przedstawienie Halmeta we wsi Głucha Dolna, reż. Olga Lipińska – Chłop
- 1981: Znachor, reż. Tadeusz Żuchowski – Znachor

### Role telewizyjne
- 2020: Usta usta – Mielczarek (odc. 37)
- 2019: 39 i pół tygodnia – notariusz (odc. 8)
- 2019: Pułapka – burmistrz Radosław Pilarski (odc. 10)
- 2017: Wataha – szwagier Kality (odc. 8–9)
- 2016: Bodo – szef sali w „Teatralnej” (odc. 2, 7, 10, 11, 12)
- 2015: Prokurator – Henryk Mostowski (odc. 4)
- 2014: Prawo Agaty – mecenas Trąbka
- 2013: Podporucznik Rybarczyk – komendant MO Kowalczyk
- 2013: Blondynka – handlarz na bazarze (odc. 26)
- 2012: Anna German – Julian Krzywka (odc. 4)
- 2012: Piąty Stadion – malkontent (odc. 50)
- 2011–2012: M jak miłość – Łukasik (odc. 854, 923, 925)
- 2007: Faceci do wzięcia – Zbigniew Gzyl (odc. 24)
- 2007: Na dobre i na złe – ojciec Adriana (odc. 286)
- 2006: U fryzjera – adwokat (odc. 3)
- 2005: Kryminalni – Leon Karaś (odc. 14)
- 2004: Camera Café – Paweł „Kalafior” (odc. 72b)
- 2004: Dziupla Cezara – robotnik (odc. 3)
- 2004–2016: Na dobre i na złe –
  - Ryszard Jarecki (odc. 185),
  - Konrad (odc. 636)
- 2004: Who killed Stalin? – Gieorgij Malenkow
- 2003, 2019: Na Wspólnej –
  - Tomasz Machnicki,
  - pasażer taksówki Leszka (odc. 252)
- 2003: Fala zbrodni – Bogdan Serocki (odc. 6)
- 2002: Samo życie – recepcjonista w hotelu „Perła”
- 2002: Graczykowie, czyli Buła i spóła – Bogdan Wionka (odc. 38)
- 2002: Król przedmieścia – kapelusznik (odc. 1)
- 2000–2001: Adam i Ewa – Jackowski
- 2001: Sieć – mecenas Cezarego
- 2000: Wyrok na Franciszka Kłosa – Zeman
- 2000: Złotopolscy – Jacuś C. (odc. 265)
- 1999: Palce lizać – Czesio Łojek (odc. 7)
- 1999: Wszystkie pieniądze świata – krawiec Panek
- 1997–1998: 13 posterunek – pijak (odc. 14)
- 1997: Boża podszewka – enkawudzista (odc. 15)
- 1997: Dom – taksówkarz (odc. 20)
- 1995: Ekstradycja – komisarz Kulesza (odc. 3)
- 1991: Bonne Chance Frenchie – Conny
- 1991: Panny i wdowy (odc. 3)
- 1989: Modrzejewska – Sypniewski (odc. 6–7)
- 1989: Odbicia – Staszek Rawicz (odc. 1, 2 i 4)
- 1988: Przez mapę na gapę – kondor (głos)[1]
- 1987: Rzeka kłamstwa – Krystek (odc. 4–5)
- 1987–1990: Podróże kapitana Klipera – Szalony Roger (głos)
- 1986: Bolek i Lolek na Dzikim Zachodzie – Rewolwerowiec Johnny (głos)
- 1985: Temida – dziennikarz Głosu Publicznego Michał
- 1985–1989: W krainie Czarnoksiężnika Oza –
  - Strach na Wróble (głos, odc. 8–13),
  - Kuba Dyniogłowy (głos),
  - Drewniany Rumak (głos)
- 1984–1988: Tajemnice wiklinowej zatoki –
  - Szafir (głos),
  - mała wydra #2 (głos, odc. 6)
- 1984–1986: Marceli Szpak dziwi się światu – Leszek Zając (głos)

### Role dubbingowe
- 2020: Halvdan – prawie wiking – mnich
- 2009: Hannah Montana: Film – Oswald Granger
- 2008: Bouli (druga wersja dubbingowa) – Bouli
- 2007: Miejskie szkodniki – Zitzy
- 2003: Tajemnicze opowieści Moville’a – Mosley „Mo” Moville
- 2002: Zły pies
- 1996: Toy Story – Cienki
- 1996–1997: Żukosoczek
- 1996: Księżniczka łabędzi – Bromley
- 1988: Zaproszenie na gwiazdkę – Gonzo
- 1987: Gwiazdkowy prezent – Tygrysek Rugby
- 1987–1989: Smerfy (pierwsza wersja dubbingowa) – Smerf Zgrywus (sezony 1–3)
- 1987: Niekończąca się opowieść –
  - Chochlik,
  - Molla
- 1986–1988: Dzieciństwo muppetów (pierwsza wersja dubbingowa) – Gonzo
- 1985–1989: Fraglesy (pierwsza wersja dubbingowa) – Gorg Junior
- 1982: Pszczółka Maja –
  - motyl,
  - żabka

## Twórczość literacka
- Błazen i róża, sztuka teatralna, premiera 18 maja 2001 w Teatrze Dramatycznym im. Aleksandra Sewruka w Elblągu
- Zendra, 1999, Nowy Świat, ISBN 83-87690-19-8